# Oscarinus crassuloides
Oscarinus crassuloides är en skalbaggsart som beskrevs av Henry Clinton Fall 1907. Oscarinus crassuloides ingår i släktet Oscarinus och familjen Aphodiidae. Inga underarter finns listade i Catalogue of Life.